# 科西莫一世骑马雕像
43°46′11.13″N 11°15′22.04″E / 43.7697583°N 11.2561222°E

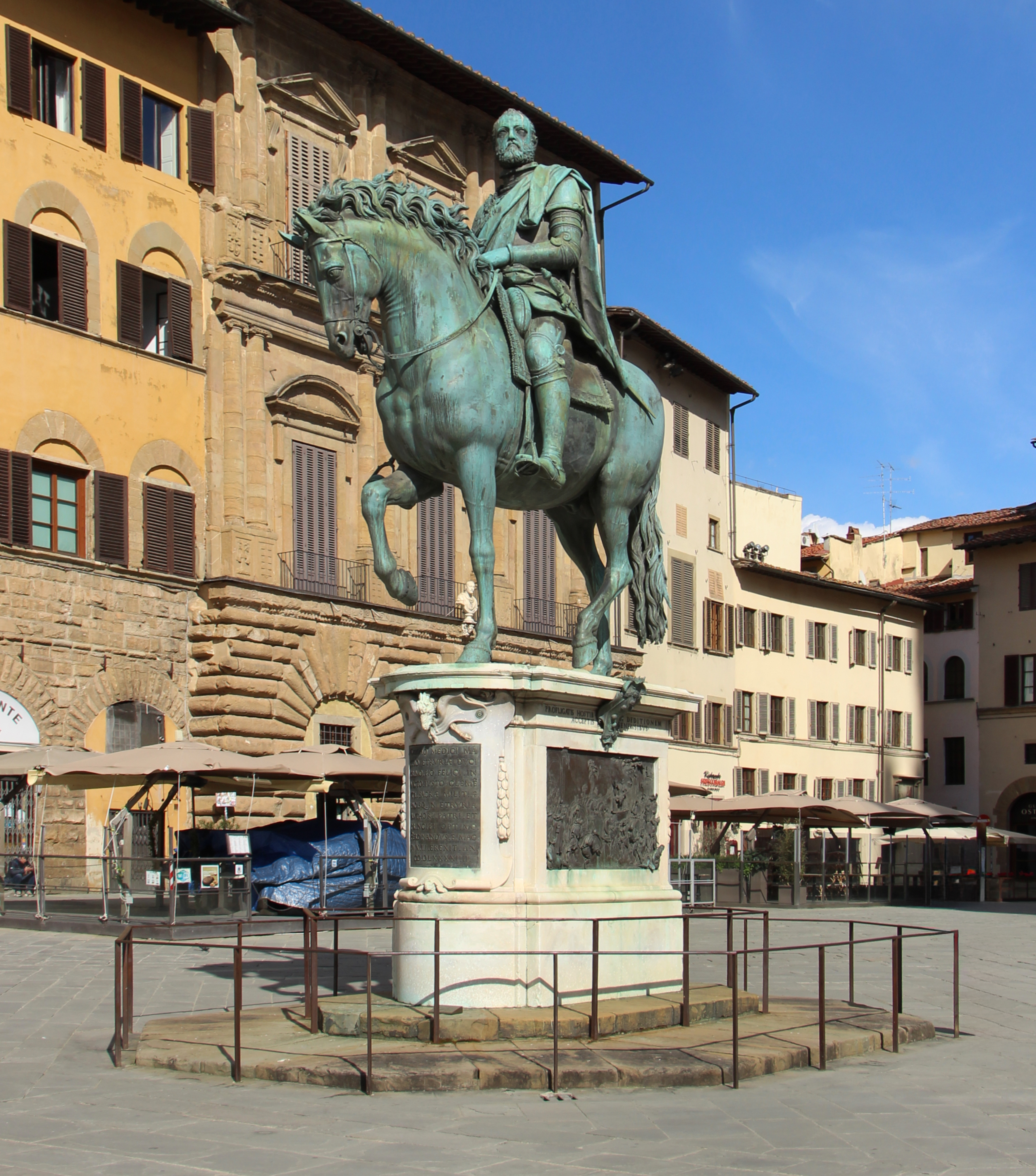
雕塑

科西莫一世骑马雕像是詹波隆那的雕塑作品，位于意大利佛罗伦萨的领主广场。
这座雕像是由斐迪南一世·德·美第奇为纪念他的父亲，15年前去世的第一任托斯卡纳大公科西莫一世而建。1587年，他将这项任务委托给当时活跃在佛罗伦萨最重要的雕塑家詹波隆那。这将是佛罗伦萨第一尊大型骑马雕像。詹波隆那成立了一个专门的委员会来解决大尺寸的铸造工作。他接近多那太罗在帕多瓦和威尼斯的示范作品，而美第奇收藏的马头现在在佛罗伦萨国家考古博物馆。